# Mopsolodes australensis
Mopsolodes australensis là một loài nhện trong họ Salticidae. Loài này được phát hiện ở Queensland và het Noordelijk Territorium, Úc và là loài điển hình của chi Mopsolodes.